# Coupe du monde de cyclo-cross 2019-2020
Navigation
2018-2019 2020-2021
La Coupe du monde de cyclo-cross 2019-2020 est la 27ème édition de la coupe du monde de cyclo-cross qui a lieu du 14 septembre 2019 à Iowa City au 26 janvier 2020 à Hoogerheide. Elle comprend neuf manches pour les hommes et femmes élites et sept manches pour les catégories juniors et espoirs hommes, dont deux organisées aux États-Unis. C'est la cinquième année consécutive que la Coupe du monde s'exile en dehors de l'Europe. Toutes les épreuves font partie du calendrier de la saison de cyclo-cross masculine et féminine 2019-2020.
Par rapport à la saison précédente, l'épreuve de Pontchâteau disparaît pour laisser la place à celle de Nommay qui revient dans le calendrier après un an d'absence.

## Barème
Le barème suivant, inchangé par rapport à la saison précédente, est appliqué lors de chaque manche :
| Place  | 1  | 2  | 3  | 4  | 5  | 6  | 7  | 8  | 9  | 10 |
| Points | 80 | 70 | 65 | 60 | 55 | 50 | 48 | 46 | 44 | 42 |

Les coureurs classés de la 11e à la 50e place reçoivent également des points, de 40 pour le 11e à 1 pour le 50e.
Dans les catégories espoirs et juniors, seuls les 30 premiers obtiennent des points suivant le barème :
| Place  | 1  | 2  | 3  | 4  | 5  | 6  | 7  | 8  | 9  | 10 |
| Points | 60 | 50 | 45 | 40 | 35 | 30 | 28 | 26 | 24 | 22 |

Les coureurs classés de la 11e à la 30e place reçoivent également des points, de 20 pour le 11e à 1 pour le 30e. Seuls les 4 meilleurs résultats sont comptabilisés.

## Calendrier
| # | Date              | Course                                |
| - | ----------------- | ------------------------------------- |
| 1 | 14 septembre 2019 | Iowa City (Jingle Cross)              |
| 2 | 22 septembre 2019 | Waterloo (Trek CXC Cup)               |
| 3 | 20 octobre 2019   | Berne                                 |
| 4 | 16 novembre 2019  | Tábor (Cyclo-cross de Tábor)          |
| 5 | 24 novembre 2019  | Coxyde (Duinencross)                  |
| 6 | 22 décembre 2019  | Namur (Cyclo-cross de la Citadelle)   |
| 7 | 26 décembre 2019  | Heusden-Zolder (GP Eric De Vlaeminck) |
| 8 | 19 janvier 2020   | Nommay (Cyclo-cross de Nommay)        |
| 9 | 26 janvier 2020   | Hoogerheide (GP Adrie van der Poel)   |

## Hommes élites

### Résultats
| # | Date              | Lieu                                  | Vainqueur            | Deuxième       | Troisième              | Leader du classement général |
| - | ----------------- | ------------------------------------- | -------------------- | -------------- | ---------------------- | ---------------------------- |
| 1 | 14 septembre 2019 | Iowa City (Jingle Cross)              | Eli Iserbyt          | Toon Aerts     | Daan Soete             | Eli Iserbyt                  |
| 2 | 22 septembre 2019 | Waterloo (Trek CXC Cup)               | Eli Iserbyt          | Toon Aerts     | Michael Vanthourenhout | Eli Iserbyt                  |
| 3 | 20 octobre 2019   | Berne                                 | Eli Iserbyt          | Toon Aerts     | Michael Vanthourenhout | Eli Iserbyt                  |
| 4 | 16 novembre 2019  | Tábor (Cyclo-cross de Tábor)          | Mathieu van der Poel | Eli Iserbyt    | Lars van der Haar      | Eli Iserbyt                  |
| 5 | 24 novembre 2019  | Coxyde (Duinencross)                  | Mathieu van der Poel | Laurens Sweeck | Toon Aerts             | Eli Iserbyt                  |
| 6 | 22 décembre 2019  | Namur (Cyclo-cross de la Citadelle)   | Mathieu van der Poel | Toon Aerts     | Corné van Kessel       | Toon Aerts                   |
| 7 | 26 décembre 2019  | Heusden-Zolder (GP Eric De Vlaeminck) | Mathieu van der Poel | Laurens Sweeck | Quinten Hermans        | Toon Aerts                   |
| 8 | 19 janvier 2020   | Nommay (Cyclo-cross de Nommay)        | Eli Iserbyt          | Toon Aerts     | Laurens Sweeck         | Toon Aerts                   |
| 9 | 26 janvier 2020   | Hoogerheide (GP Adrie van der Poel)   | Mathieu van der Poel | Toon Aerts     | Eli Iserbyt            | Toon Aerts                   |

### Classement général[1]
| Pos. | Coureur                | Équipe                   | IOW | WAT | BER | TAB | COX | NAM | HEU | NOM | HOO | Points |
| ---- | ---------------------- | ------------------------ | --- | --- | --- | --- | --- | --- | --- | --- | --- | ------ |
| 1    | Toon Aerts             | Telenet-Baloise Lions    | 2   | 2   | 2   | 5   | 3   | 2   | 14  | 2   | 2   | 577    |
| 2    | Eli Iserbyt            | Pauwels Sauzen-Bingoal   | 1   | 1   | 1   | 2   | 13  | DNF | 13  | 1   | 3   | 531    |
| 3    | Michael Vanthourenhout | Pauwels Sauzen-Bingoal   | 7   | 3   | 3   | 4   | 8   | 7   | 4   | 11  | 4   | 492    |
| 4    | Laurens Sweeck         | Pauwels Sauzen-Bingoal   | 5   | 16  | 8   | 9   | 2   | 9   | 2   | 3   | 9   | 473    |
| 5    | Lars van der Haar      | Telenet-Baloise Lions    | 6   | 13  | 6   | 3   | 4   | 6   | 9   | 4   | 6   | 467    |
| 6    | Quinten Hermans        | Tormans Cyclo Cross Team | 9   | 6   | 4   | 7   | 5   | 15  | 3   | 7   | 13  | 444    |
| 7    | Corné van Kessel       | Tormans Cyclo Cross Team | DNF | 5   | 5   | 6   | 6   | 3   | 6   | 6   | 10  | 417    |
| 8    | Mathieu van der Poel   | Alpecin-Fenix            | -   | -   | -   | 1   | 1   | 1   | 1   | -   | 1   | 400    |
| 9    | Gianni Vermeersch      | Creafin-Fristads         | 4   | 4   | 24  | 12  | 20  | 11  | 5   | 8   | 16  | 393    |
| 10   | Joris Nieuwenhuis      | Sunweb                   | 26  | 8   | 9   | 11  | 21  | 14  | 8   | 16  | 14  | 340    |

## Femmes

### Résultats
| # | Date              | Lieu                                  | Vainqueur         | Deuxième        | Troisième         | Leader du classement général |
| - | ----------------- | ------------------------------------- | ----------------- | --------------- | ----------------- | ---------------------------- |
| 1 | 14 septembre 2019 | Iowa City (Jingle Cross)              | Maghalie Rochette | Kateřina Nash   | Clara Honsinger   | Maghalie Rochette            |
| 2 | 22 septembre 2019 | Waterloo (Trek CXC Cup)               | Kateřina Nash     | Jolanda Neff    | Evie Richards     | Kateřina Nash                |
| 3 | 20 octobre 2019   | Berne                                 | Annemarie Worst   | Ceylin Alvarado | Anna Kay          | Kateřina Nash                |
| 4 | 16 novembre 2019  | Tábor (Cyclo-cross de Tábor)          | Annemarie Worst   | Ceylin Alvarado | Yara Kastelijn    | Kateřina Nash                |
| 5 | 24 novembre 2019  | Coxyde (Duinencross)                  | Ceylin Alvarado   | Lucinda Brand   | Yara Kastelijn    | Kateřina Nash                |
| 6 | 22 décembre 2019  | Namur (Cyclo-cross de la Citadelle)   | Lucinda Brand     | Ceylin Alvarado | Annemarie Worst   | Kateřina Nash                |
| 7 | 26 décembre 2019  | Heusden-Zolder (GP Eric De Vlaeminck) | Lucinda Brand     | Ceylin Alvarado | Annemarie Worst   | Ceylin Alvarado              |
| 8 | 19 janvier 2020   | Nommay (Cyclo-cross de Nommay)        | Annemarie Worst   | Ceylin Alvarado | Katherine Compton | Ceylin Alvarado              |
| 9 | 26 janvier 2020   | Hoogerheide (GP Adrie van der Poel)   | Lucinda Brand     | Annemarie Worst | Sanne Cant        | Annemarie Worst              |

### Classement général[2]
| Pos. | Coureuse             | Équipe                      | IOW | WAT | BER | TAB | COX | NAM | HEU | NOM | HOO | Points |
| ---- | -------------------- | --------------------------- | --- | --- | --- | --- | --- | --- | --- | --- | --- | ------ |
| 1    | Annemarie Worst      | 777.be                      | -   | -   | 1   | 1   | 5   | 3   | 3   | 1   | 2   | 495    |
| 2    | Ceylin Alvarado      | Alpecin-Fenix               | -   | -   | 2   | 2   | 1   | 2   | 2   | 2   | 6   | 480    |
| 3    | Katerina Nash        | Clif Pro Team               | 2   | 1   | 7   | 18  | 14  | 5   | 15  | 12  | 19  | 430    |
| 4    | Inge van der Heijden | CCC-Liv                     | 4   | 21  | 21  | 12  | 4   | 14  | 5   | 18  | 9   | 388    |
| 5    | Katherine Compton    |                             | 22  | 19  | 6   | 13  | 11  | 7   | 12  | 3   | 15  | 377    |
| 6    | Maghalie Rochette    | Specialized/Feedback Sports | 1   | 5   | 11  | 16  | -   | 10  | 14  | 11  | 8   | 375    |
| 7    | Lucinda Brand        | Telenet-Fidea Lions         | -   | -   | -   | 4   | 2   | 1   | 1   | -   | 1   | 370    |
| 8    | Anna Kay             | Experza Pro CX              | 12  | 14  | 3   | 7   | 12  | 30  | 19  | 19  | 18  | 346    |
| 9    | Caroline Mani        | Pactimo Colorado Proud      | 8   | 6   | 22  | 14  | 21  | 17  | 27  | 7   | 14  | 335    |
| 10   | Manon Bakker         | Experza Pro CX              | 13  | 8   | 13  | 17  | 13  | 12  | 33  | 5   | 24  | 333    |

## Hommes espoirs

### Résultats
| # | Date             | Lieu                                  | Vainqueur        | Deuxième        | Troisième        | Leader du classement général |
| - | ---------------- | ------------------------------------- | ---------------- | --------------- | ---------------- | ---------------------------- |
| 1 | 20 octobre 2019  | Berne                                 | Kevin Kuhn       | Ryan Kamp       | Loris Rouiller   | Kevin Kuhn                   |
| 2 | 16 novembre 2019 | Tábor (Cyclo-cross de Tábor)          | Thomas Mein      | Kevin Kuhn      | Antoine Benoist  | Kevin Kuhn                   |
| 3 | 24 novembre 2019 | Coxyde (Duinencross)                  | Niels Vandeputte | Jelle Camps     | Ryan Kamp        | Kevin Kuhn                   |
| 4 | 22 décembre 2019 | Namur (Cyclo-cross de la Citadelle)   | Kevin Kuhn       | Ryan Kamp       | Jakob Dorigoni   | Kevin Kuhn                   |
| 5 | 26 décembre 2019 | Heusden-Zolder (GP Eric De Vlaeminck) | Kevin Kuhn       | Antoine Benoist | Loris Rouiller   | Kevin Kuhn                   |
| 6 | 19 janvier 2020  | Nommay (Cyclo-cross de Nommay)        | Ryan Kamp        | Kevin Kuhn      | Thomas Mein      | Kevin Kuhn                   |
| 7 | 26 janvier 2020  | Hoogerheide (GP Adrie van der Poel)   | Ryan Kamp        | Antoine Benoist | Niels Vandeputte | Kevin Kuhn                   |

### Classement général[3]
| Pos. | Coureur          | BER  | TAB  | COX  | NAM   | HEU   | NOM | HOO   | Points |
| ---- | ---------------- | ---- | ---- | ---- | ----- | ----- | --- | ----- | ------ |
| 1    | Kevin Kuhn       | 1    | 2    | (5)  | 1     | 1     | (2) | (39)  | 230    |
| 2    | Ryan Kamp        | 2    | (5)  | (3)  | 2     | (DNF) | 1   | 1     | 220    |
| 3    | Antoine Benoist  | 4    | 3    | (11) | (5)   | 2     | (-) | 2     | 185    |
| 4    | Niels Vandeputte | (10) | (-)  | 1    | 7     | 5     | (-) | 3     | 173    |
| 5    | Thomas Mein      | (9)  | 1    | 4    | (DNF) | 7     | 3   | (DNF) | 173    |
| 6    | Loris Rouiller   | 3    | 8    | (-)  | 10    | 3     | (-) | (25)  | 138    |
| 7    | Timo Kielich     | 7    | 13   | 6    | 4     | (28)  | (-) | (20)  | 116    |
| 8    | Jakob Dorigoni   | (-)  | (-)  | (-)  | 3     | 6     | 20  | 7     | 114    |
| 9    | Pim Ronhaar      | (13) | (15) | 8    | 9     | (10)  | 5   | 9     | 109    |
| 10   | Gerben Kuypers   | 6    | 4    | 12   | (13)  | (31)  | 12  | (-)   | 108    |

NB : Seuls les 4 meilleurs résultats de chaque coureur sont pris en compte pour calculer le classement final de la Coupe du monde (ci-dessus, figurent entre parenthèses les résultats qui ne sont donc pas conservés).

## Femmes espoirs
Bien que participant aux mêmes courses que la catégorie Elite, les espoirs féminines possèdent leur propre classement général.

### Classement général[4]
| Pos.    | Coureuse                 | Équipe                            | IOW | WAT | BER | TAB | COX | NAM | HEU | NOM | HOO | Points |
| ------- | ------------------------ | --------------------------------- | --- | --- | --- | --- | --- | --- | --- | --- | --- | ------ |
| 1 (2)   | Ceylin Alvarado          | Alpecin-Fenix                     | -   | -   | 2   | 2   | 1   | 2   | 2   | 2   | 6   | 480    |
| 2 (4)   | Inge van der Heijden     | CCC-Liv                           | 4   | 21  | 21  | 12  | 4   | 14  | 5   | 18  | 9   | 388    |
| 3 (8)   | Anna Kay                 | Experza Pro CX                    | 12  | 14  | 3   | 7   | 12  | 30  | 19  | 19  | 18  | 346    |
| 4 (10)  | Manon Bakker             | Experza Pro CX                    | 13  | 8   | 13  | 17  | 13  | 12  | 33  | 5   | 24  | 333    |
| 5 (18)  | Shirin van Anrooij       | Team 185                          | -   | -   | 25  | 10  | 10  | 18  | 8   | -   | 7   | 237    |
| 6 (20)  | Marion Norbert Riberolle | Experza Pro CX                    | -   | -   | 20  | 15  | 27  | 11  | 20  | 10  | 22  | 233    |
| 7 (24)  | Puck Pieterse            | WV Eemland                        | -   | -   | 30  | 9   | 20  | 22  | 13  | -   | 16  | 198    |
| 8 (32)  | Francesca Baroni         | Selle Italia Guerciotti           | -   | -   | 34  | -   | -   | 21  | 17  | 16  | 34  | 133    |
| 9 (33)  | Ruby West                | Pivot - Maxxis p/b Stan’s NoTubes | 19  | 12  | -   | -   | -   | 34  | 28  | 37  | 46  | 130    |
| 10 (36) | Marthe Truyen            | Telenet-Baloise Lions             | 27  | 29  | 36  | 38  | 31  | 58  | 43  | 45  | 50  | 109    |

## Hommes juniors

### Résultats
| # | Date             | Lieu                                  | Vainqueur   | Deuxième         | Troisième        | Leader du classement général |
| - | ---------------- | ------------------------------------- | ----------- | ---------------- | ---------------- | ---------------------------- |
| 1 | 20 octobre 2019  | Berne                                 | Thibau Nys  | Jente Michels    | Emiel Verstrynge | Thibau Nys                   |
| 2 | 16 novembre 2019 | Tábor (Cyclo-cross de Tábor)          | Thibau Nys  | Davide De Pretto | Jan Zatloukal    | Thibau Nys                   |
| 3 | 24 novembre 2019 | Coxyde (Duinencross)                  | Thibau Nys  | Ward Huybs       | Lennert Belmans  | Thibau Nys                   |
| 4 | 22 décembre 2019 | Namur (Cyclo-cross de la Citadelle)   | Thibau Nys  | Dario Lillo      | Rémi Lelandais   | Thibau Nys                   |
| 5 | 26 décembre 2019 | Heusden-Zolder (GP Eric De Vlaeminck) | Thibau Nys  | Dario Lillo      | Lennert Belmans  | Thibau Nys                   |
| 6 | 19 janvier 2020  | Nommay (Cyclo-cross de Nommay)        | Thibau Nys  | Rémi Lelandais   | Emiel Verstrynge | Thibau Nys                   |
| 7 | 26 janvier 2020  | Hoogerheide (GP Adrie van der Poel)   | Dario Lillo | Lennert Belmans  | Thibau Nys       | Thibau Nys                   |

### Classement général[6]
| Pos. | Coureur          | BER  | TAB  | COX  | NAM   | HEU | NOM  | HOO  | Points |
| ---- | ---------------- | ---- | ---- | ---- | ----- | --- | ---- | ---- | ------ |
| 1    | Thibau Nys       | 1    | 1    | 1    | 1     | (1) | (1)  | (3)  | 240    |
| 2    | Dario Lillo      | (6)  | 4    | (7)  | 2     | 2   | (5)  | 1    | 200    |
| 3    | Lennert Belmans  | (5)  | (11) | 3    | 4     | 3   | (11) | 2    | 180    |
| 4    | Emiel Verstrynge | 3    | (12) | 4    | (19)  | 6   | 3    | (12) | 160    |
| 5    | Rémi Lelandais   | 8    | 6    | (15) | 3     | (-) | 2    | (10) | 151    |
| 6    | Ward Huybs       | (7)  | 5    | 2    | (8)   | 5   | (8)  | 6    | 150    |
| 7    | Tibor Del Grosso | (12) | 9    | (9)  | (11)  | 4   | 4    | 5    | 139    |
| 8    | Jente Michels    | 2    | 8    | 5    | (DNF) | 8   | (16) | (11) | 137    |
| 9    | Jan Zatloukal    | 11   | 3    | -    | 10    | (-) | (-)  | 4    | 127    |
| 10   | Hugo Kars        | (22) | (22) | 12   | 9     | 7   | (21) | 8    | 97     |

NB : Seuls les 4 meilleurs résultats de chaque coureur sont pris en compte pour calculer le classement final de la Coupe du monde (ci-dessus, figurent entre parenthèses les résultats qui ne sont donc pas conservés).